# August Gaber

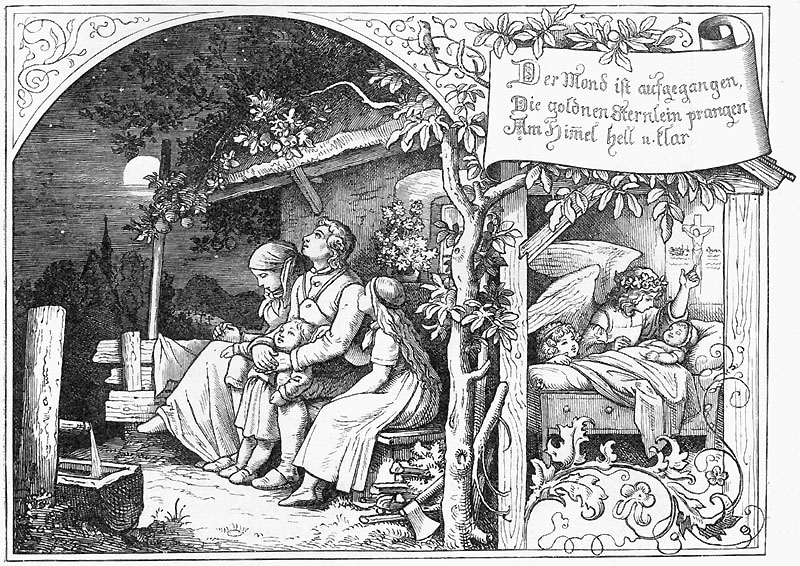
Der Mond ist aufgegangen

Johann Carl August Gaber (* 14. November 1823 in Köppernig, Kreis Neiße; † 6. September 1894 in Berlin) war ein deutscher Holzschneider.

## Leben und Familie
August Gaber wurde von Hugo Bürkner ausgebildet und arbeitete später für Ludwig Richter. Dieser schätzte August Gaber, der viele Holzschnitte für seine illustrierten Werke schuf, als seinen besten Holzschneider. 1852 heiratete Gaber Richters Tochter Aimée (* 1834; † 1863), die er ausgebildet hatte. Sein Sohn Carl Albert Joseph Gaber, der 1866 in Stuttgart geboren wurde, wurde ebenfalls Holzschneider.

## Werke in öffentlichem Besitz
Der Stich Was bringt die Botenfrau von 1850 nach einer Vorlage von Richter befindet sich im Kupferstichkabinett der Staatlichen Kunstsammlungen Dresden. Im Art Institute of Chicago befindet sich ein Abzug des 1857 geschaffenen Holzschnittes Die Hausfrau nach einem Werk von Richter. Ein Bild Gabers zum Thema Tod zeigte das Worcester Art Museum 2006 im Rahmen der Ausstellung „Horrors of War“. Im Deutschordensmuseum in Bad Mergentheim befindet sich ein großformatiger Holzschnitt in der Art Dürers mit der Kreuzigung Christi, darunter Maria und Johannes, von 1859.

## Illustrationen mit mehreren Auflagen
Das Buch Die Kinderstube von Oskar Pletsch mit Holzschnitten von Gaber erreichte zahlreiche Auflagen. Die Sieben Sakramente von Joh. Friedr. Overbeck, nach den Cartons in Holzschnitt ausgeführt von August Gaber kamen 1865 in Dresden sowie 1870 und 1889 in Leipzig heraus.

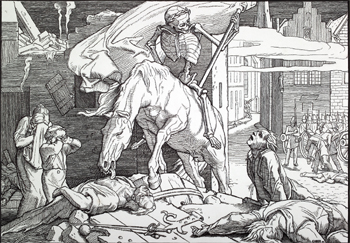
Der Tod
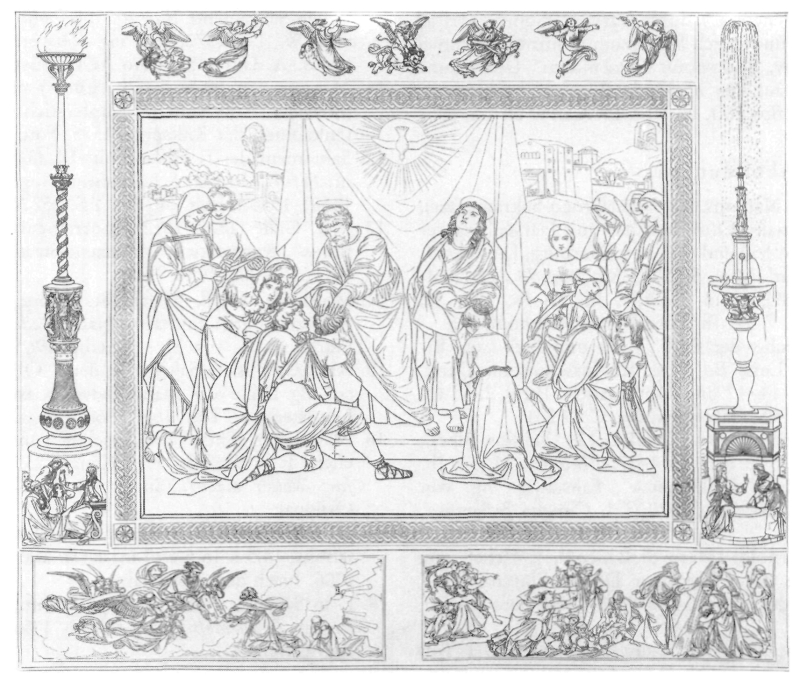
Das Sakrament der Firmung nach Overbeck
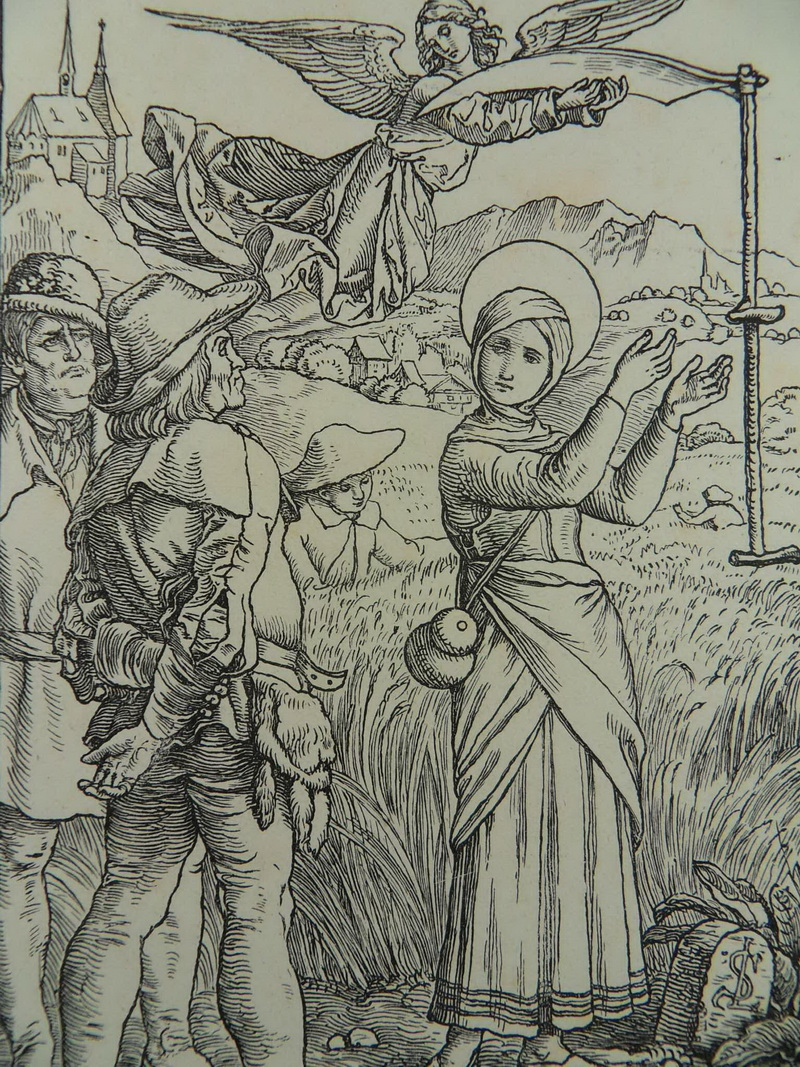
Weibliche Heilige nach Ludwig Seitz
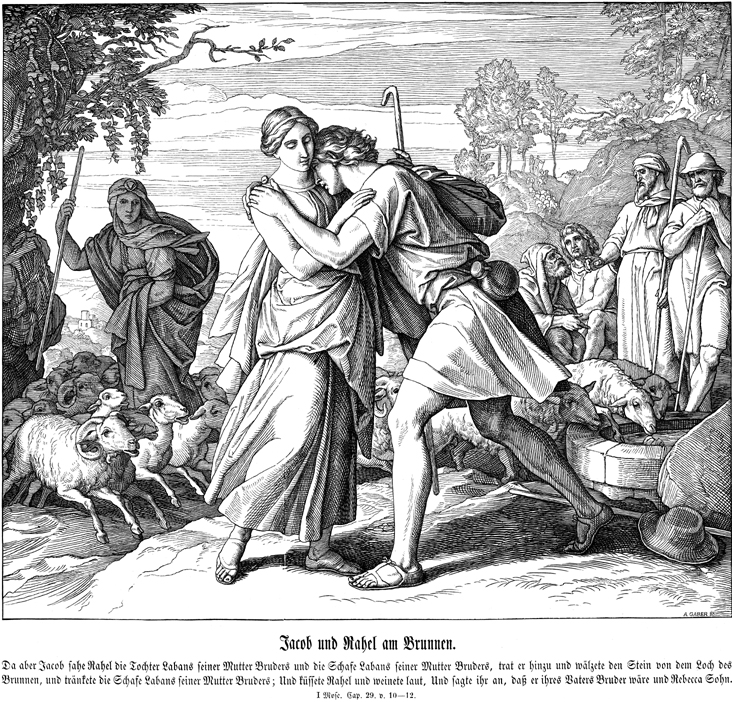
Jacob und Rahel nach Julius Schnorr von Carolsfeld
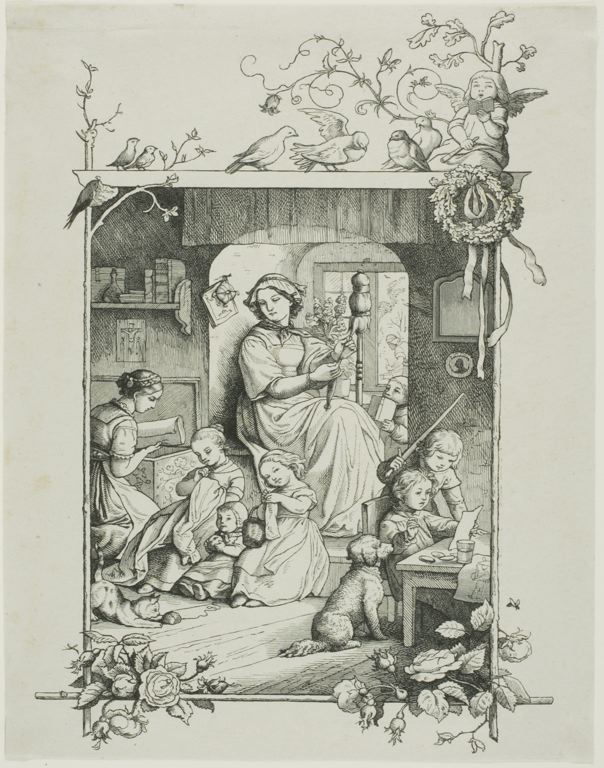
Die Hausfrau